# Normes françaises applicables aux employés de maison
 (janvier 2018).
Si vous disposez d'ouvrages ou d'articles de référence ou si vous connaissez des sites web de qualité traitant du thème abordé ici, merci de compléter l'article en donnant les références utiles à sa vérifiabilité et en les liant à la section « Notes et références ».
Les employés de maison font, en France, l’objet d’un régime légal dérogatoire au droit commun. En effet, de nombreuses dispositions semblent ne pas être applicables à leur relation de travail. Il revient alors à la Cour de cassation ou à la convention collective nationale applicable d’intervenir, afin de fixer un cadre légal. 
L’objectif devrait être la protection de ces travailleurs, souvent considérés comme étant dans une situation précaire. Par-delà, l’articulation de ces normes constitue un socle de dispositions minimales.

## Définition
La loi Travail no 2016-1088 du 8 août 2016 a modifié l'article L 7221-1 du code du travail. Ce texte a remplacé l'expression « employé de maison » utilisée jusqu'à présent, par celle de « salariés employés à domicile par des particuliers employeurs ».
Aussi, le nouvel article L 7221-1 du Code du travail, définit désormais le particulier employeur comme « celui qui emploie un ou plusieurs salariés à son domicile privé, ou à proximité de celui-ci, sans poursuivre de but lucratif et afin de satisfaire des besoins relevant de sa vie personnelle, notamment familiale, à l'exclusion de ceux relevant de sa vie professionnelle ».
La convention collective nationale des salariés du particulier employeur datée du 24 novembre 1999, apporte également des précisions. Selon cette dernière, « est salariée du particulier employeur, toute personne, à temps plein ou partiel, qui effectue au domicile privé de son employeur tout ou partie des tâches de la maison à caractère familial ou ménager, dès lors que l'employeur ne poursuit pas, au moyen de ces travaux, des fins lucratives ».
Au sein de cette définition, une distinction peut être opérée entre deux types de travailleurs domestiques :
- Les travailleurs qui résident chez leur employeur et qui travaillent généralement à temps complet ;
- Les travailleurs non-résidents qui peuvent travailler à temps complet pour un même ménage ou qui peuvent travailler pour différents ménages 2 ou 3 heures chaque fois par jour, par semaine ou par mois.

Entre 2012 et 2014, on dénombre 223 000 personnes employées de maison. Cette profession reste très féminisée (97%). La population concernée est de plus en plus âgée. Six employés de maison sur dix ne possèdent aucun diplôme.
Le statut de l’employé de maison est très souvent précaire au regard, du recours très important aux temps partiels (8 employés de maison sur 10 travaillent à temps partiel), subies pour beaucoup d’entre eux. De plus, les salaires sont faibles. Près de la moitié des employés de maison travaillant à temps complet, perçoivent un salaire mensuel net inférieur à 1 250 €.
Illustrant cette précarité, la part du sous-emploi est cinq fois plus élevée que pour les autres métiers (29 %).

## Articulation des normes

### La loi
Les salariés employés à domicile par des particuliers employeurs relèvent, au même titre que les journalistes, les mannequins ou encore les VRP, de la septième partie du Code du travail. Cette partie met en place des « Dispositions particulières à certaines professions et activités ».
Les employés de maison ne bénéficient que d'une partie restreinte des dispositions de ce code, limitativement énumérées par l'article L. 7221-2. Il convient d’y ajouter les règles qui prévoient spécifiquement leur applicabilité.

#### Recodification du 28 janvier 2008
L’article L 772-2 du Code du travail, a pu être recodifié à l’article L 7221-2 à l’issue de la recodification du Code du travail applicable depuis le 1er mai 2008. Cette rénovation devait être effectuée à droit constant.
Cependant, des difficultés lors de l’élaboration de la loi de ratification de l’ordonnance de recodification du 12 mars 2007 ont pu apparaitre. Les parlementaires ont en effet transformé l’ancien article L 772-2 du Code du travail (article L 7221-2 du Code du travail nouveau) dans un sens différent du régime alors consacré par la jurisprudence concernant les employés de maison et donc dans un sens différent du droit constant.
La nouvelle rédaction de l’ancien article L 772-2 du Code du travail à l’article L 7221-2 nouveau avait été aménagée dans un but de clarification. Le texte de l'ordonnance envisageait la rédaction suivante : « Sont applicables au salarié défini à l'article L. 7221-1 [employé de maison] les dispositions relatives : 
1. Au harcèlement moral, prévues aux articles L. 1152-1 et suivants, au harcèlement sexuel, prévues aux articles L. 1153-1 et suivants ainsi qu'à l'exercice en justice par les organisations syndicales des actions qui naissent du harcèlement en application de l'article L. 1154-2 ;
2. À la journée du 1er mai, prévues par les articles L. 3133-4 à L. 3133-6 ;
3. Aux congés payés, prévues aux articles L. 3141-1 à L. 3141-31, sous réserve d'adaptation par décret en Conseil d'État ;
4. Aux congés pour événements familiaux, prévues par les articles L. 3142-1 et suivants ;
5. À la surveillance médicale des gardiens d'immeubles, prévues à l'article L.7214-1 ».

Cette première rédaction proposée par les rédacteurs de l’ordonnance était conforme à l'idée de recodification à droit constant, consacrant la jurisprudence.

#### Les sénateurs et l'amendementno47
Cependant à l'occasion du débat parlementaire, les sénateurs se sont visiblement inquiétés de l'articulation entre le nouvel article L7221-2 du Code du travail et la rédaction de l'article L. 3111-1 du Code du travail (ancien article L. 200-1 du Code du travail), lui aussi issu de la « recodification ».
L'article L. 3111-1, précisant les règles applicables à la réglementation du temps de  travail est ainsi rédigé : « Les dispositions du présent livre sont applicables aux employeurs de droit privé ainsi qu'à leurs salariés. Elles sont également applicables aux établissements publics à caractère industriel et commercial ».
Cette nouvelle rédaction plus succincte de l'article L. 3111-1, ouvrait donc un champ d'application plus large à la réglementation du travail que ne l'offrait l’ancienne rédaction (article L. 200-1 du Code du travail ancien).
Les sénateurs soucieux des possibles conséquences pour les employeurs particuliers d'employés de maison, ont alors proposé un amendement pour l'article L. 7221-2 du Code du travail nouveau.
Dans l'amendement (no 47) les sénateurs expriment leur crainte avant de proposer une modification : « Il résulte de l'articulation des articles L. 200-1(ancien) et L. 772-2 (ancien) que les dispositions relatives à la durée du travail ne s'appliquent pas aux employés de maison ».
C’est ainsi, afin de supprimer toute difficulté d'interprétation à la suite de la rédaction très large du champ d'application du nouvel article L.3111-1, que les sénateurs ont proposé d'ajouter le mot « seules » à l'article L.7221-2, qui commencerait désormais ainsi : « Sont seules applicables au salarié (...) les dispositions relatives (...) ». Cet amendement est finalement adopté par la loi no 2008/67 du 28 janvier 2008.
Toutefois, il y avait là une méconnaissance de la portée de l'ancien article L. 772-2 du Code du travail au regard de la jurisprudence. C’est alors instauré un décalage entre la lettre du Code du travail et l’application de cette dernière par les juges de la Cour de cassation.
Pour de nombreux auteurs, il s’agissait d’une restriction des protections offertes aux employés de maison! Les sénateurs sont passés d'une liste de dispositions applicables parmi d'autres, à une liste de dispositions applicables à l'exclusion de toute autre. « Le Code du travail se résumerait donc désormais, pour les employés de maison, à l'application des seules dispositions énumérées à l'exclusion de toutes les autres ? »
Par exemple, a pu se poser la question de l’application aux employés de maison, des règles concernant le droit à un salaire minimum, le droit à un préavis ou encore le droit à une indemnité de licenciement.
En 2014, devant la chambre sociale de la Cour de cassation, l’inconstitutionnalité de l’article L. 7221-1 avait été soulevée par le biais d’une question prioritaire de constitutionnalité. Le justiciable estimait cet article contraire au principe d’égalité, au principe du droit de propriété et au principe de lisibilité de la loi. La chambre sociale avait cependant refusé le renvoi de la question devant le Conseil constitutionnel jugeant d’une part, que la question ne portait pas sur l'interprétation d'une disposition constitutionnelle dont le Conseil constitutionnel n'aurait pas encore eu l'occasion de faire application et d'autre part, que la question posée ne présentait pas un caractère sérieux en ce que la salariée ne justifiait pas en quoi, les dispositions légales critiquées auraient une incidence sur la solution du litige.
Cette nouvelle rédaction a pu apparaitre comme une opportunité pour la partie employeur. Par exemple, la FEPEM s'est emparée de la nouvelle rédaction réductrice de l'article L. 7221-2 du Code du travail puisque, dans une émission de radio, une juriste de cette fédération s'en était tenue, pour préciser les droits aux indemnités de licenciement des employés de maison, aux seules dispositions conventionnelles applicables à ces derniers alors moins favorables que les dispositions légales en vigueur.
Si, comme le précisent les sénateurs, cet amendement n’avait que pour objectif, la recodification à droit constant, le juge aurait dû et devrait encore aujourd’hui, s'en tenir à cette stricte volonté et refuser d’appliquer à la lettre, l’article L. 7221-2 du Code du travail.

### La jurisprudence de la Cour de cassation

#### L’œuvre de la jurisprudence avant recodification
Selon l’ancien article L. 772-2 du Code du travail : « Les dispositions des articles L. 122-46, L. 122-49, L. 122-53, L. 222-5 à L. 222-8, L. 226-1 L. 771-8 et L. 771-9 sont applicables aux employés de maison ».
La doctrine et les universitaires ont pu se poser la question de savoir si les articles visés précédemment devaient être entendus comme étant seuls applicables aux employés de maisons.
La jurisprudence est venue apporter une réponse à cette question. Ainsi, la chambre sociale ne s'en remettait pas à la seule liste visée à l’ancien l'article L. 772-2 du Code du travail et admettait l'application aux employés de maison d'autres dispositions du code. En ce sens, il a pu être jugé par exemple :
- que la rémunération des employés de maison devait être au moins égale au SMIC[5]
- que l'exigence d'une cause réelle et sérieuse de licenciement prévue à l'article L.122-14-3 du Code de travail ancien (article L1232-1 nouveau du Code du travail) s'appliquait également au licenciement d'un employé de maison[6].
- que les prescriptions relatives à l'embauchage et au licenciement figurant au livre 1er du Code du travail, notamment les règles particulières relatives aux salariés victimes d'un accident du travail, s'appliquaient à ces travailleurs[7]
- que l'indemnité pour travail dissimulé, prévue par l'article L. 324-11-1 du Code du travail (article L. 8223-1 nouveau du Code du travail) pouvait être versée à l'employé de maison[8].

D’ailleurs en 1994, un rapport annuel de la Cour de cassation avait pu mentionner que le chapitre consacré, dans le Code du travail, aux employés de maison « se borne à énoncer un certain nombre de dispositions du Code du travail qui leur sont applicables, ce qui laisse supposer, non pas tant que les autres dispositions ne leur sont pas applicables, mais seulement que la particularité sur certains points de leur condition de travail ne saurait justifier la non-application de ces dispositions ».

#### Le cas particulier des règles relatives au temps de travail effectif
Dans un arrêt de principe du 17 octobre 2000 la Cour de cassation, affirme clairement, pour la première fois, que « les dispositions du Code du travail relatives à la durée du travail ne sont pas applicables aux employés de maison ».
Cette décision, reprise par la suite, se fonde sur la combinaison des anciens articles L. 200-1 (article L 3111-1 du Code du travail nouveau) et L. 772-2 (L 7221-2 du Code du travail nouveau).
Le premier article déterminait le champ d'application du livre II (ancien) du Code du travail, en énumérant les catégories d'établissements qui sont soumis aux dispositions de ce livre.
Le second article déclarait applicables aux employés de maison, les dispositions du code qu'il énumère, parmi lesquelles ne figurent qu'un petit nombre de dispositions relatives à la durée du travail : celles concernant le 1er mai et celles sur les congés pour événements familiaux.
C’est la combinaison de ces deux textes qui a conduit la Cour de cassation à dire que les employés de maison, qui travaillent au domicile privé d'un particulier, et non dans un établissement, ne bénéficient pas des dispositions légales sur la durée du travail.
Ainsi, par cette décision, les juges de la haute cour renvoi à la seule protection prévue, en matière de limitation de la durée du travail, par la convention collective nationale des employés de maison.
Déjà, à propos de la durée maximale du travail en cas de travail chez plusieurs employeurs, la chambre sociale avait pu faire référence à la durée maximale prévue par la convention collective, ce qui pouvait alors s'interpréter comme excluant tacitement les dispositions légales sur cette durée maximale
A l’inverse, la Cour de cassation estime qu'il n'en va pas de même pour les dispositions de l'article L. 212-1-1 du Code du travail relatives à la preuve de l'existence ou du nombre d'heures de travail effectuées qui sont applicables aux employés de maison.
La proposition d’amendement des sénateurs apparaît donc en contradiction avec l'œuvre jurisprudentielle qui était déjà en place. Les parlementaires avaient un souhait : limiter le soi-disant impact de cette recodification semblant étendre le champ d’application des dispositions du Code du travail qui concernent la durée du travail, aux employés de maison.
En réalité, il n’en n’était rien puisque la Cour de cassation affirmait dès 2000, que ces dispositions n’étaient pas applicables à cette catégorie de travailleurs.
L’objectif de recodification à droit constant n’avait donc pas été respecté. La Cour de cassation a cependant œuvré postérieurement en ce sens et a au surplus, supprimé le caractère restreint de la liste de dispositions imposées par la recodification à l’article L 7221-2 du Code du travail.

#### La jurisprudence après recodification
Après la recodification, effective en 2008, la Cour de cassation a confirmé à plusieurs reprises sa position, en allant à l’encontre de la lettre du législateur : « la liste des textes mentionnés à l’article L. 7221-2 du (Code du travail) n’étant pas limitative ». Ainsi, elle a étendu la liste des règles fondamentales applicables aux employés de maison, semblant augmenter leur protection.
Sont notamment applicables :
- les dispositions relatives aux indemnités de licenciement[15]
- les dispositions relatives à l’inaptitude consécutive à un accident du travail ou à une maladie professionnelle[16]
- les dispositions relatives à la procédure de licenciement[17]
- les dispositions relatives à la cause réelle et sérieuse du licenciement[18]

Toutefois, concernant les dispositions relatives à la durée du travail, la Cour de cassation a conservé sa position. Cette position peut apparaître à première vue comme pénalisant les employés de maison.
Cependant, il est également possible de traduire cette non application, par la volonté d’éviter une hausse du travail dissimulé. En effet, l’application de telles règles relatives à la durée du travail pourrait conduire l’employeur particulier, à recourir aux services d’un employé de maison sans effectuer les déclarations légales obligatoires, afin d’éviter les contraintes posées par les dispositions de droit commun. Dans un semblant de désintérêt pour cette catégorie de travailleurs précaires, il est possible d’y voir une protection contre des risques plus importants, d’autant plus que les dispositions de l'article L. 7221-2 du Code du travail ne font pas obstacle à l'application aux employés de maison, des dispositions légales relatives au travail dissimulé.
Le salarié y a en effet tout à perdre. Il ne pourrait pas cotiser pour sa protection sociale et ne pourrait pas bénéficier de prestations sociales.
Toutefois, l'exclusion de certaines dispositions légales destinées à la protection des travailleurs n'est préjudiciable aux employés de maison que dans la mesure où la convention collective ne contient pas de dispositions au moins aussi favorables.

### La convention collective
C’est la convention collective nationale des salariés du particulier employeur du 24 novembre 1999, étendue par arrêté ministériel en date du 2 mars 2000 qui leur est applicable (IDCC : 2111).
La loi joue un rôle mineur, en la matière, par rapport à la place donnée à la négociation collective.
Pourtant, les employés de maison ont un besoin important de protection. La catégorie des employés de maison est constituée de travailleurs vulnérables qui exercent au sein de foyers privés, échappant souvent à l'inspection et aux contrôles des autorités.
Dans cette branche, qui constitue l’une des plus importantes de France, l’isolement relatif au lieu de travail, le caractère hautement individualisé de la relation de travail peut poser difficultés afin que les organisations de travailleurs et d’employeurs représentent leurs intérêts collectifs au sein d’un dialogue social.
Néanmoins, certaines organisations syndicales représentants les travailleurs (Fédération CFTC Santé et Sociaux, Fédération des Services CFDT) et certaines organisations syndicales représentants les employeurs particuliers (FEPEM) s’organisent et engagent des actions collectives. C’est le cas en France. La négociation collective a permis l’instauration de normes conventionnelles concernant notamment :
- la récupération,
- les congés payés,
- les durées de temps de travail effectif.

L’objectif premier était celui d’améliorer les conditions de travail et de protéger les travailleurs domestiques contre le risque de se trouver confrontés à des formes de travail inacceptables. Aujourd’hui, la convention collective applicable apparaît sur certains points lapidaire et notamment concernant les dispositions relatives au temps de travail.
La difficulté d’engager de telles négociations réside dans la qualité particulière des différents acteurs, employeur comme travailleur. Tous deux sont des particuliers, unis par une relation de travail ambivalente et caractérisée par un lien de subordination particulier, plus proche du lien amical.  
Le caractère lapidaire de cette convention a pu, par ailleurs, encourager le développement de structure annexes, telle que des associations ou des entreprises intermédiaires. L’objectif est de créer un réel lien de subordination et de substituer à l’employeur particulier, une structure tierce qui fera application des dispositions légales concernant les salariés de droit commun.